# New Zealand Cycle Trail

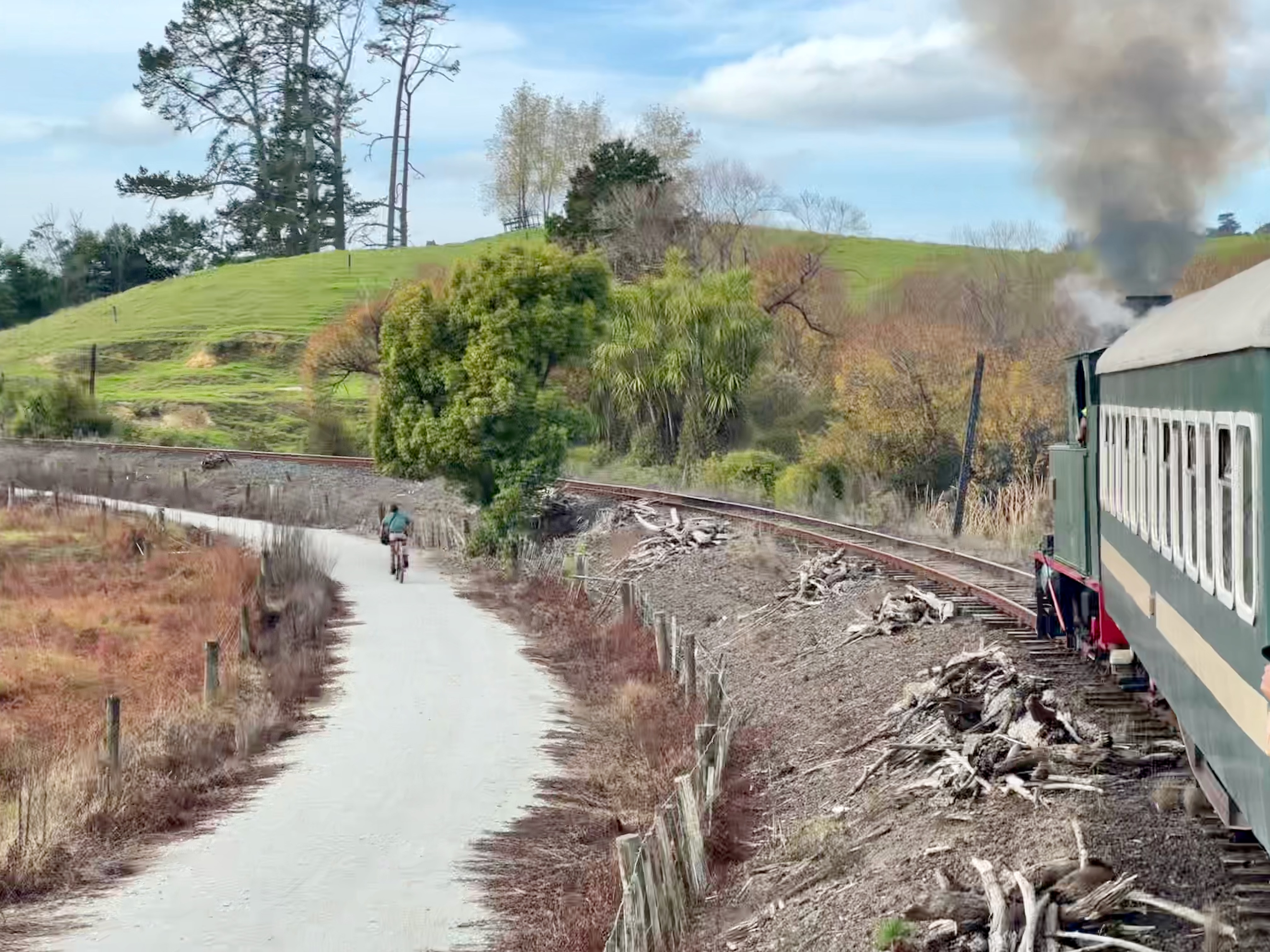
Zwischen Kawakawa und Taumarere verläuft der Trail neben der Bay of Islands Vintage Railway

Das New Zealand Cycle Trail Projekt (Maori Nga Haerenga) ist eine von der neuseeländischen Regierung mitfinanzierte Initiative, ein Netzwerk von Radwegen über das ganze Land verteilt aufzubauen und zu unterhalten, die „Great Rides“ genannt werden. Bis Ende September 2010 ist die Bezuschussung für insgesamt 18 dieser Anträge in den beiden Antragsrunden genehmigt worden, während bei einem Teil der Projekte bereits mit dem Bau begonnen wurde.

## Geschichte
Ursprünglich „the New Zealand Cycleway“ betitelt, und später „the National Cycleway Project“, war es anfänglich geplant als ein Radweg, der über die ganze Länge von Neuseeland „von Kaitaia bis Bluff“ laufen sollte. Dies wurde Anfang 2009 von Premierminister John Key als die 21. „Überraschungs“-Maßnahme auf dem nationalen Job-Gipfeltreffen der neuseeländischen Regierung vorgeschlagen.
John Key, der gleichzeitig Neuseelands Tourismusminister ist, verkündete, dass ab Mitte März 2009 die Behörden „aktiv und aggressiv“ an einem Plan arbeiten würden um den Radweg zu implementieren, wobei die ursprüngliche Idee einer direkten Route aufgegeben wurde zugunsten eines Netzwerks existierender Radwege und neuer Abschnitte, die Key als „Great Rides“ bezeichnete in Anlehnung an die New Zealand Great Walks, ein System berühmter Wanderwege. Die einzelnen Routen sollen auf längere Sicht verbunden werden zu einem Neuseeland-weiten Netzwerk.
Um den Prozess zu beschleunigen, sagte John Key zu, dass die ersten genehmigten Abschnitte bis Juni 2009 veröffentlicht würden. So wurden bereits im Juli 2009 die ersten sieben Projekte verkündet, die insgesamt 9 Mio. NZ$ Zuschüsse erhalten werden. November 2009 begannen die Baumaßnahmen an den Waikato River Trails, dem ersten der Quick-Start-Projekte, das 3 Mio. NZ$ erhielt, um mit einem Teilstück von 41 km einen 100 km langen Radweg entlang des Waikato River zu vervollständigen.
In der zweiten Phase des Projekts wurde im Februar 2010 verkündet, dass von den 54 Anträgen (abgesehen von den Quick-Start-Trails) 13 zur Bezuschussung ausgewählt worden waren – vorausgesetzt die Machbarkeitsanalysen fielen positiv aus. Wenn all diese Trails und die Quick-Start-Trails verwirklicht würden, würden sie über 2.000 km Radwege bereitstellen. Im September 2010 wurden fünf weitere Tracks genehmigt, sodass nun insgesamt 18 Radwege zum NZCT gehören.
Am 2. Juli 2010 eröffnete Premierminister John Key das erste Segment, das mit Cycle-Trail-Zuschüssen fertiggestellt wurde, und zwar die Teilstrecke der „Old Coach Road“ des Ruapehu bis Whanganui – Nga Ara Tuhono Trails.

## Charakteristika

### Projektrahmen
Die ursprüngliche Idee für den Radweg war eine durchgehende Route mit betonierter Oberfläche und es wurde debattiert, dass das Department of Conservation den Konstruktionsprozess überwachen sollte. Radfahr-Fürsprecher merkten an, dass es für die Zukunft des Projekts ein gutes Zeichen sei, dass die Machbarkeitsstudie vom Tourismus-Ministerium statt vom Verkehrs-Ministerium durchgeführt würde.
Ab Mitte März 2009 gab es die ersten Kommentare aus Regierungskreisen, die andeuteten, dass die ursprüngliche Vision eines durchgehenden Radweges durch das ganze Land wahrscheinlich nicht realisierbar war, zumindest nicht in dieser Form. Stattdessen wurde jetzt ins Auge gefasst, ein ganzes Netz von Radwegen zu schaffen, in Kombination aus existierenden Teilstrecken und Upgrading anderer Formen von Tracks und Straßen. Die Tracks würden wahrscheinlich unterschiedliche Standards in verschiedenen Gegenden haben, zumal einige Schätzungen die Kosten für den ursprünglichen Vorschlag eines durchgängigen betonierten Radwegs auf mindestens $300 Mio. angesetzt hatten statt der diskutierten $50 Mio.
Im Mai 2009 wurde bestätigt, dass anstelle einer einzigen Route durch ganz Neuseeland das Projekt sich zumindest anfänglich auf eine Anzahl vielversprechender Einzelstrecken konzentrieren würde. Wesentliche Teile dieser Routen könnten existierende Eisenbahn-Korridor-Schutzgebiete nutzen oder möglicherweise geplante Straßenverläufe, oder auch vorhandene Fahrrad-Infrastruktur. Sie würden auch durch Naturschutzgebiete verlaufen können, wo es angebracht wäre, und existierende Touristenziele einbeziehen, und auf diese Weise besonders interessante Routen schaffen.
Mitte 2010 verkündete Premierminister John Key, dass er erwartete, dass 2.000 km Radwege bis Ende 2011 fertiggestellt sein würden.

### Angestrebter Nutzen
Die Intention des Trails wäre, abgesehen von der Schaffung von Arbeitsplätzen in Zeiten der Wirtschaftskrise (sowohl in der Bauwirtschaft wie auch nachfolgend in der Tourismus-Branche), den einheimischen und internationalen Fahrradtouristen eine Route zu bieten. Cycle Action Auckland erwähnte in einem Leitartikel, dass der Otago Central Rail Trail für eine ansonsten um ihre Existenz kämpfende ländliche Region tiefgreifenden Nutzen gebracht hätte, indem er schätzungsweise an die 1.000 Voll- und Teilzeitjobs in der Region geschaffen hätte, und dass die positiven Auswirkungen eines nationalen Radwegenetzes auf den Tourismus wahrscheinlich genauso wären. Cycling Advocates’ Network unterstützt den Vorschlag als Ermutigung für das Radfahren in Neuseeland, und auch die Wander-Fans sehen den Gewinn einer solchen Route. Das neuseeländische Tourismus-Ministerium merkte an, dass das Projekt außerdem für einen dringend gebrauchten Anstoß sorgen könnte für Durchführbarkeit und Bezuschussung der dahinsiechenden Radweg-Strategien und -Pläne vieler Städte.
Die Statistiken des Tourismus-Ministeriums zeigen, dass bislang (bis 2009) nur etwa 2 % aller Touristen in Neuseeland als Teil ihrer Aktivitäten Radtouren unternehmen. Die Zahlen zeigten jedoch ebenfalls, dass Radtouristen mehr als doppelt so lange bleiben wie die durchschnittlichen Touristen und während ihres Aufenthalts etwa 1,6 mal soviel ausgeben wie andere Touristen. Das neuseeländische Tourismus-Ministerium vermerkte ebenfalls, dass bis dato effektiv keine Werbung für Radfahren in Neuseeland bei internationalen Touristen stattfindet, obwohl es eine bedeutsame Tourismus-Sparte z. B. in Europa ist.
Schätzungen für die Quick-Start-Projekte veranschlagen Arbeit für etwa 40 Leute in der ersten Bauphase für jedes. Premierminister John Key sagte, dass er erwartet, dass insgesamt ca. 500 Jobs beim Bau der Radwege entstehen, und in der Folge bis zu 4.000 durch den touristischen Nutzen der Trails.

### Finanzierung
Mai 2009 verkündete die Regierung, dass 50 Mio. NZ$ im Haushaltsplan der kommenden drei Jahre für den Radweg vorgesehen sind aus dem Budget des Tourismusministeriums. Man hoffe dabei, dass auch lokale Verwaltungen und andere Körperschaften weitere Summen beisteuern würden, wobei co-finanzierte Projekte vor Geld aus dem Staatshaushalt bevorzugt würden. Aus der Gesamtsumme sind 2,5 Mio. NZ$ vorgesehen für Management und Beratungsaufgaben im Tourismusministerium, während $47,5 Mio. eingesetzt werden, um den National Cycleway Project Fonds zu schaffen, aus dem erfolgreiche Bewerber Zuschüsse für den Bau der Radwege erhalten.

## Routen

### Quick-Start-Projekte
Die ersten Projekte, die aus dem „Quick-Start“-Anteil des Cycle Trail Fonds Zuschüsse erhalten, sind:
- Waikato River Trails – zwei neue Sektionen mit 41 km in der südlichen Waikato-River-Gegend, die einen 100 km Radweg vervollständigen
- Hauraki Rail Trail – im Thames Valley von Paeroa bis Waihi und Paeroa bis Thames
- Far North – mögliche Routen werden untersucht für einen 90 km Radweg
- Central North Island Rail Trail – vorgeschlagen sind 60 km Radweg
- Mountains to the Sea – zwei neue Radwege mit insgesamt 245 km in den Nationalparks Tongariro und Whanganui
- St James Trail – 50 km Mountainbike-Trail werden vom Department of Conservation gebaut
- Around the Mountain Cycle Trail (Southland) / Queenstown Lakes – mögliche 175 km Radweg

### Zweite Projekt-Runde
Für die zweite Runde ausgewählt (vorausgesetzt, die Machbarkeitsstudien sind erfolgreich) wurden folgende Trailvorschläge:
- Old Motu Coach Road (Gisborne)
- Thermal by Bike (Rotorua, Waikato)
- Lake Track (Lake Taupō, Waikato)
- Mountains to Sea Cycleway (Ruapehu, Manawatu-Wanganui)
- Heretaunga Ararua: Land of a Hundred Pathways (Napier, Hawke’s Bay)
- Dun Mountain und Tasman Cycle Loop (Nelson, Tasman)
- Old Ghost Road (West Coast)
- Westland Wilderness Trail (Greymouth, West Coast)
- Alps to Ocean Cycle Trail (Canterbury – Otago)
- Queenstown Trail (früher Wakatipu Trail) (Otago)
- Roxburgh Gorge Trail (Otago)
- Clutha Gold Trail (Otago)

Im Juli 2010 wurde verkündet, dass acht der ursprünglich 13 für die zweite Runde zugelassenen Radwege grünes Licht erhalten hatten, vier weitere noch Untersuchungen benötigten und einer (Tauranga Moana) abgelehnt wurde wegen Landnutzungs-/Zugangsproblemen, die die Umsetzbarkeit des Antrags in der nahen Zukunft verhinderten. $18,8 Mio. sind den genehmigten Tracks zugeteilt worden und die örtlichen Behörden tragen weitere $16 Mio. der Projektkosten. Fünf weitere Tracks von der Liste wurden im September 2010 genehmigt.
Unter den Projekten, die sich nach der Änderung des Rahmens um Zuschüsse aus dem neuen Fonds beworben hatten, sind Routen im urbanen Auckland sowie auf Waiheke Island und Great Barrier Island. Obwohl keines davon erfolgreich war, sind Nikki Kaye, National MP für Auckland, und andere Sponsoren der Anträge wie Cycle Action Auckland dennoch zuversichtlich, dass lohnende Projekte wie der Waiheke Cycle Trail mit anderen Mitteln realisiert werden.

## Reaktionen der Öffentlichkeit
Während viele Radler-Gruppen und die Tourismus-Förderer wie Tourism New Zealand das Projekt mit Enthusiasmus begrüßt haben, hat es auch Skepsis gegeben, vor allem in Bezug auf die potentiellen Kosten des Projekts und die Tragweite des ökonomischen Nutzens. Einige Stimmen haben behauptet, dass die Radweg-Idee nach den Arbeitsbeschaffungsmaßnahmen der Depression für die Arbeiterklasse röchen. Andere haben den Kritikern entgegnet, dass das Geld, das für den Radweg investiert wird, auf jeden Fall der neuseeländischen Wirtschaft zugutekommt und dem Land einen bleibenden Nutzen für die Infrastruktur verschafft.
Leitartikler haben betont, dass der Premierminister ganz klar hinter dem Projekt steht, das er aus der Taufe hob, trotz Kritik an den veränderten Kostenschätzungen und dem Wechsel vom ursprünglichen Konzept eines einzigen Tracks zu einem Radwegenetz. Das Projekt hat außerdem den Enthusiasmus einiger Gruppen von Geschäftsleuten geweckt mit z. B. einem Meeting von 130 Repräsentanten aus Wirtschaft und Verwaltung in Waikato, die es befürworten wegen des Nutzens für Tourismus, Gesundheitsversorgung und Wirtschaft, den es der Region Hamilton und Waikato bringen könnte. Auch die New Zealand Contractor’s Federation unterstützt es, da sie erwartet, dass es sehr vorteilhaft für viele kleine und mittlere Unternehmen sein könnte in wirtschaftlich harten Zeiten.
Das Radweg-Projekt wird auch als potentieller Rettungsring gesehen für kleine Orte wie Kumara an der Westküste. Die Kleinstadt, ehemals ein Zentrum für Goldabbau, hat heute nur noch ein paar hundert Einwohner übrig und steht vor der Schließung ihres einzigen verbliebenen Ladens. Die Bürgermeisterin von Westland, Maureen Pugh, hofft, dass der Westland Wilderness Trail, der als einer der 13 Trails der Phase II ausgewählt wurde, ein „Rettungsanker“ sein könnte, indem er Tourismus in die Region zieht.